# Batin Pengambang
Batin Pengambang is een bestuurslaag in het regentschap Sarolangun van de provincie Jambi, Indonesië. Batin Pengambang telt 357 inwoners (volkstelling 2010).